# Arco di Ottavio

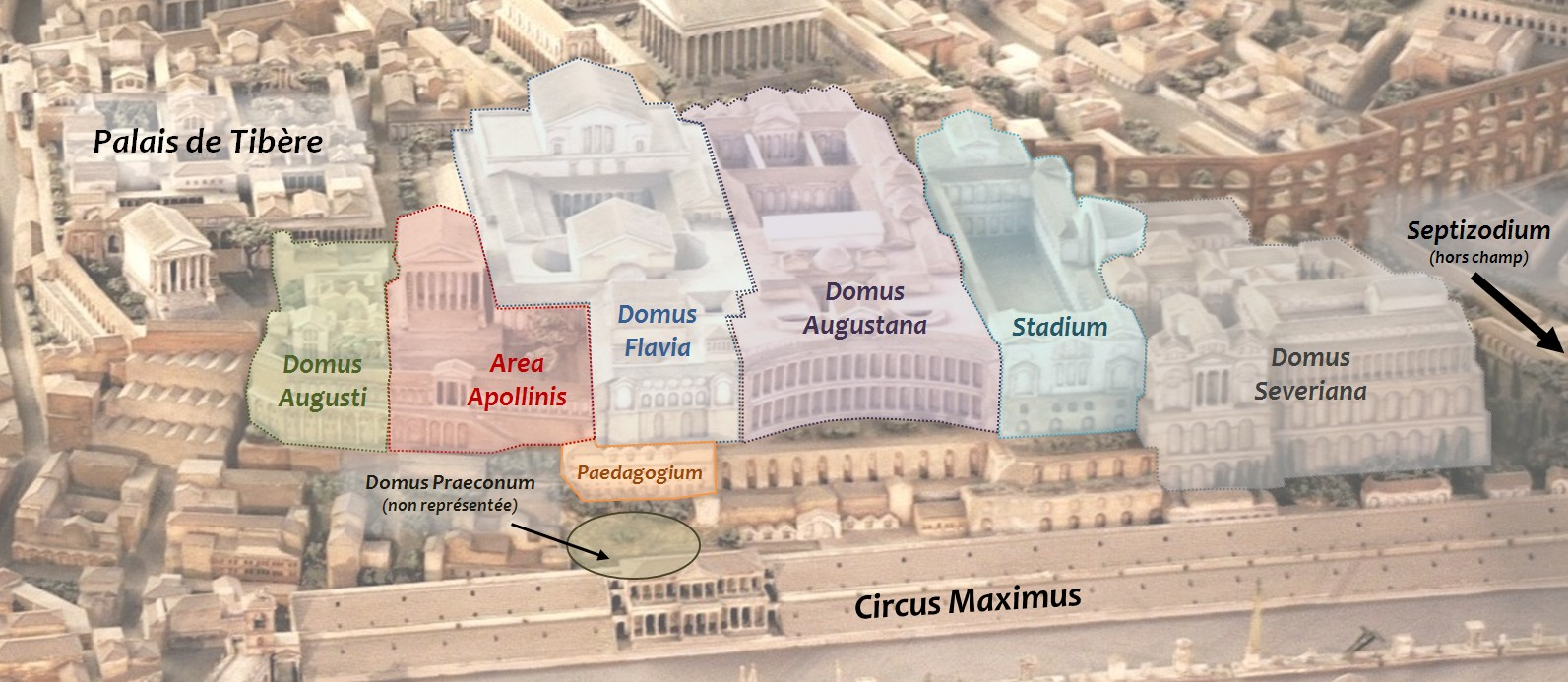
Il Palatino visto da sud. L'arco di Ottavio introduceva all'Area Apollinis

L'arco di Ottavio (in latino Arcus Octavii) era un arco trionfale di Roma antica della X regione augustea, di cui non si conserva nulla.
Fu costruito alla fine del I secolo a.C.

## Ubicazione
L'arco faceva parte del santuario dedicato ad Apollo che sorgeva all'interno della casa di Augusto, sul Palatino. Esso costituiva l'accesso sul lato meridionale, rivolto verso la ,Vallis Murcia, all'Area Apollinis, il cortile posto di fronte al tempio di Apollo Palatino.

## Storia
L'arco fu costruito contemporaneamente al resto del santuario, verso il 28 a.C.; secondo Plinio il Vecchio, Augusto lo eresse per onorare suo padre Gaio Ottavio.

## Descrizione
L'arco era decorato con statue raffiguranti Apollo e Artemide dello scultore greco Lysias. Sosteneva un'edicola decorata di colonne nella quale era collocata una statua dedicata a Gaio Ottavio. Sembra che questa configurazione fosse unica in tutta Roma.